# Sigeng (köpinghuvudort i Kina, Hainan Sheng, lat 19,23, long 108,67)
Sigeng är en köpinghuvudort i Kina. Den ligger i provinsen Hainan, i den södra delen av landet, omkring 200 kilometer sydväst om provinshuvudstaden Haikou. Antalet invånare är 26 952. Befolkningen består av 12 395 kvinnor och 14 557 män. Barn under 15 år utgör 20,0 %, vuxna 15-64 år 70 %, och äldre över 65 år 8,0 %.
Runt Sigeng är det ganska tätbefolkat, med 172 invånare per kvadratkilometer. Närmaste större samhälle är Sanjia, 8,8 km öster om Sigeng. Omgivningarna runt Sigeng är en mosaik av jordbruksmark och naturlig växtlighet.
Genomsnittlig årsnederbörd är 1 630 millimeter. Den regnigaste månaden är juli, med i genomsnitt 279 mm nederbörd, och den torraste är februari, med 13 mm nederbörd.